# ريان جنسن (فنان قتال مختلط)
ريان جنسن (بالإنجليزية: Ryan Jensen) هو فنان قتال مختلط أمريكي، ولد في 20 سبتمبر 1977 في أوماها في الولايات المتحدة.

## وصلات خارجية
- ريان جنسن على موقع يو إف سي (الإنجليزية)
- ريان جنسن على موقع شيردوغ (الإنجليزية)
- ريان جنسن على موقع Tapology.com (الإنجليزية)